# 穆湘瑶
穆湘瑶（1874年—1937年），字恕再、又名抒斋，上海浦东人，穆湘玥之兄。
穆湘瑶于1901年考入南洋公学特班，次年因墨水瓶事件而与全校200多名学生一同退学。1903年，当选中国教育会评议员。同年秋，中癸卯恩科顺天府乡试第七名举人。此后他在上海经营实业，并曾创办沪学会体育部。该会于1907年与其他四家体育会一同联合成立“南市商团公会”，他为主要骨干之一。此外，他还曾任上海城厢内外总工程局议董、南区区长、警务长等职。1909年，当选江苏省咨议局议员。同年上海城厢内外总工程局改为上海城自治公所，穆湘瑶于1910年出任自治公所警务长。
中华民国成立后，穆湘瑶出任淞沪警察厅长，后于1913年底辞职。1914年，他与胞弟穆湘玥一同创办德大纱厂。此后，他在家乡杨思乡推广教育、兴修水利，热心公益事业。1919年，与陈天锡等在杨思创办恒大纱厂。1937年去世。